# Puya sodiroana
Puya sodiroana är en gräsväxtart som beskrevs av Carl Christian Mez. Puya sodiroana ingår i släktet Puya och familjen Bromeliaceae. IUCN kategoriserar arten globalt som sårbar.
Artens utbredningsområde är Ecuador. Inga underarter finns listade i Catalogue of Life.